# Factor de transferencia
Los factores de transferencia son un factor derivado de la lisis de leucocitos de donadores inmunes que es capaz de transferir inmunidad tanto local, como sistémica a receptores no inmunes. Se consideran un tipo de linfocina.

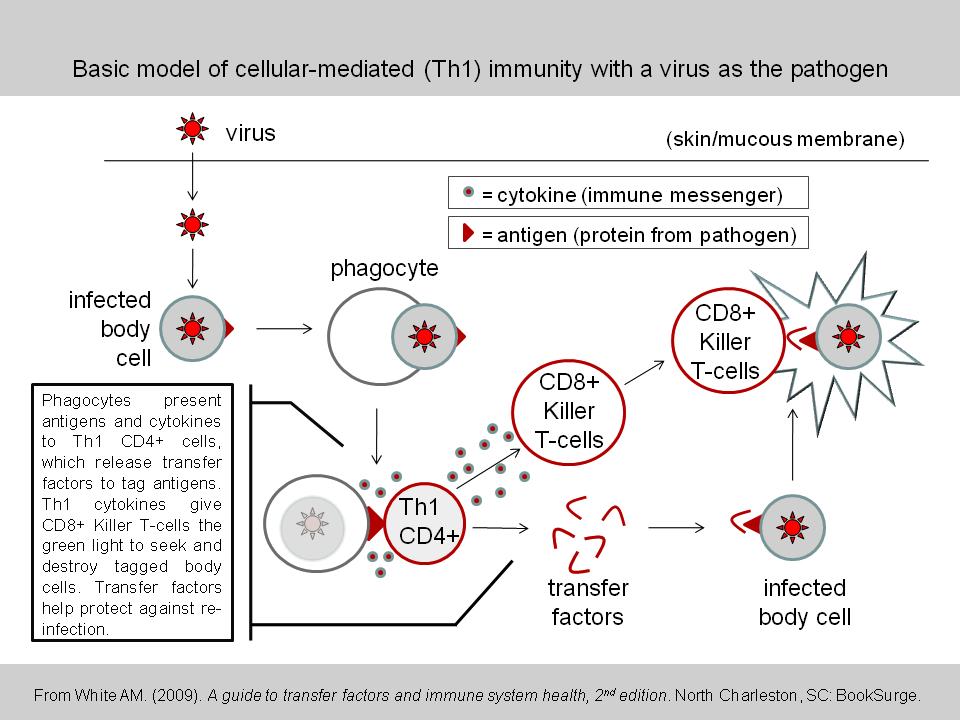
Factores de transferencia

El uso comercial del término factor de transferencia probablemente hace referencia a otra sustancia derivada de la yema del huevo o del calostro vacuno y que se vende como complemento alimenticio oral bajo el mismo nombre asegurando tener efectos en el sistema inmune.

## Historia
Las primeras observaciones para determinar la existencia y el concepto del factor de transferencia fueron establecidas por Henry Sherwood Lawrence, cuando descubrió que era posible transferir la inmunidad de tipo retardada contra un antígeno específico administrando un extracto obtenido de leucocitos de una persona inmune a otra no inmune. Inicialmente, el fenómeno lo observó en individuos inmunizados contra la sustancia M del estreptococo y contra la tuberculosis.

## Origen biológico y naturaleza química
Los factores de transferencia son moléculas obtenidas de un extracto dializable de leucocitos, capaces de transferir inmunidad celular de individuos inmunes a individuos no inmunes. Se desconoce la naturaleza y estructura de estas sustancias, aunque se sabe que poseen una cadena proteica invariable y una masa molecular de entre 3500 y 12000u. Se les considera un tipo de linfocinas. La administración oral del compuesto no difiere significativamente de la administración subcutanea.

## Expectativas de uso
No se conocen los efectos farmacocinéticos y farmacodinámicos de estas sustancias, ya que se desconoce totalmente su mecanismo de acción.
Al tratarse de una linfocina, la competencia de su estudio corresponde a la CBER, la cual ha determinado que no hay autorización para realizar estudios con estas sustancias.[cita requerida]
Debido a la falta de estudios y dada la carencia de efectividad real de los factores de transferencia estos no están legalizados para su uso medicamentoso en la Unión Europea, por lo que no se les pueden atribuir propiedades terapéuticas. Además, dado que se trata de péptidos (proteínas de pocos aminoácidos), su inoculación íntegra provocaría reacciones alérgicas sistémicas, y su administración por vía oral conllevaría su total degradación por la acción de las proteasas.

## Comercialización de los factores de transferencia
Los factores de transferencia solo pueden comercializarse como complementos alimenticios para administración por vía oral, y la comercialización por otras vías de administración (como tópica, sublingual, intravenosa, etcétera) se considera ilegal. No se ha demostrado que posean propiedades terapéuticas.
Los tratamientos derivados del calostro o de la yema de huevo han sido publicitados como efectivos para un sinnúmero de enfermedades, pero su efectividad no ha sido demostrada en el tratamiento de ninguno de esos casos, por lo que su comercialización fuera del ámbito de la farmacia es ilegal.
La Administración de Medicamentos y Alimentos de Estados Unidos regula a estos productos como suplementos alimenticios y ha emitido un aviso de advertencia a un sitio web que vende factores de transferencia que no han sido demostrados como efectivos o seguros en el tratamiento de ninguna enfermedad y que tampoco han recibido licencias para su producción.

## Ligas externas
- Sobre los factores de transferencia, en www.pdr.net (en inglés)

- Datos: Q1133884
- Multimedia: Transfer factor / Q1133884